# Abigail Masham
Abigail Masham, geboren als Abigail Hill, (Londen, ca. 1670 - High Laver, 6 december 1734) was een favoriet van koningin Anna van Groot-Brittannië.

## Biografie
Abigail Hill werd geboren als een dochter van Frances Hill, een handelaar uit Londen, en Elizabeth Jennings, een tante van Sarah Churchill. Door speculaties van haar vader verarmde de familie en was Abigail gedwongen om te werken als een bediende van sir John Rivers. Abigail Hill raakte bevriend met haar nicht Sarah Churchill en deze nam haar op in haar huishouden. Vanaf 1704 zou Abigail Hill ook deel gaan uitmaken van het huishouden van koningin Anna van Groot-Brittannië.
De relatie tussen Sarah Churchill en koningin Anne verslechterde door hun politieke tegenstellingen en weldra verdrong Abigail Hill haar bloedverwante als gunsteling van de koningin. Of ze hierbij haar ondankbaarheid toonde aan Sarah Churchill is niet met zekerheid te zeggen, want de invloed van Abigail op de koningin was niet zozeer te wijten aan subtiele plannen, maar aan haar vriendelijke karakter in tegenstelling tot het dictatoriale humeur van Sarah Churchill. Ze verdrong haar definitief toen ze het voor elkaar kreeg dat haar broer John Hill een belangrijk militair commando kreeg. Vervolgens wist ze de koningin ook zo ver te krijgen om een aantal Whig-politici te vervangen door Tories. 
In 1711 werd Sarah Churchill ontslagen van het hof en Abigail Masham nam daarop haar plaats in als "Keeper of the Privy Purse". Ze bleef deze positie houden tot aan de dood van koningin Anne in 1714. Daarop trok Masham zich terug uit het openbare leven en leefde in haar landhuis in Otes tot haar dood in 1734. Ze werd begraven op het kerkhof van All Saints in High Laver.

## In populaire cultuur
Abigail Masham werd in de film The Favourite van Giorgos Lanthimos geportretteerd door Emma Stone. Ondanks de lesbische relatie die Abigail Masham in de film heeft met de koningin is het onwaarschijnlijk dat deze ooit heeft plaatsgevonden.